# Xã Hettinger, Quận Adams, Bắc Dakota
Xã Hettinger (tiếng Anh: Hettinger Township) là một xã thuộc quận Adams, tiểu bang Bắc Dakota, Hoa Kỳ. Năm 2010, dân số của xã này là 195 người.